# Université au Bhoutan
La liste des universités du Bhoutan et des principales écoles fait référence à l'Hôpital, y compris l'Université royale, à l'Université de médecine, au Collège de l'Éducation, au Collège des Affaires, au Collège de Technologie et au Collège de la Culture et du Langage. Elle se résume à une dizaine d'établissements qui se répartissent sur divers campus dans les principales villes du Bhoutan.

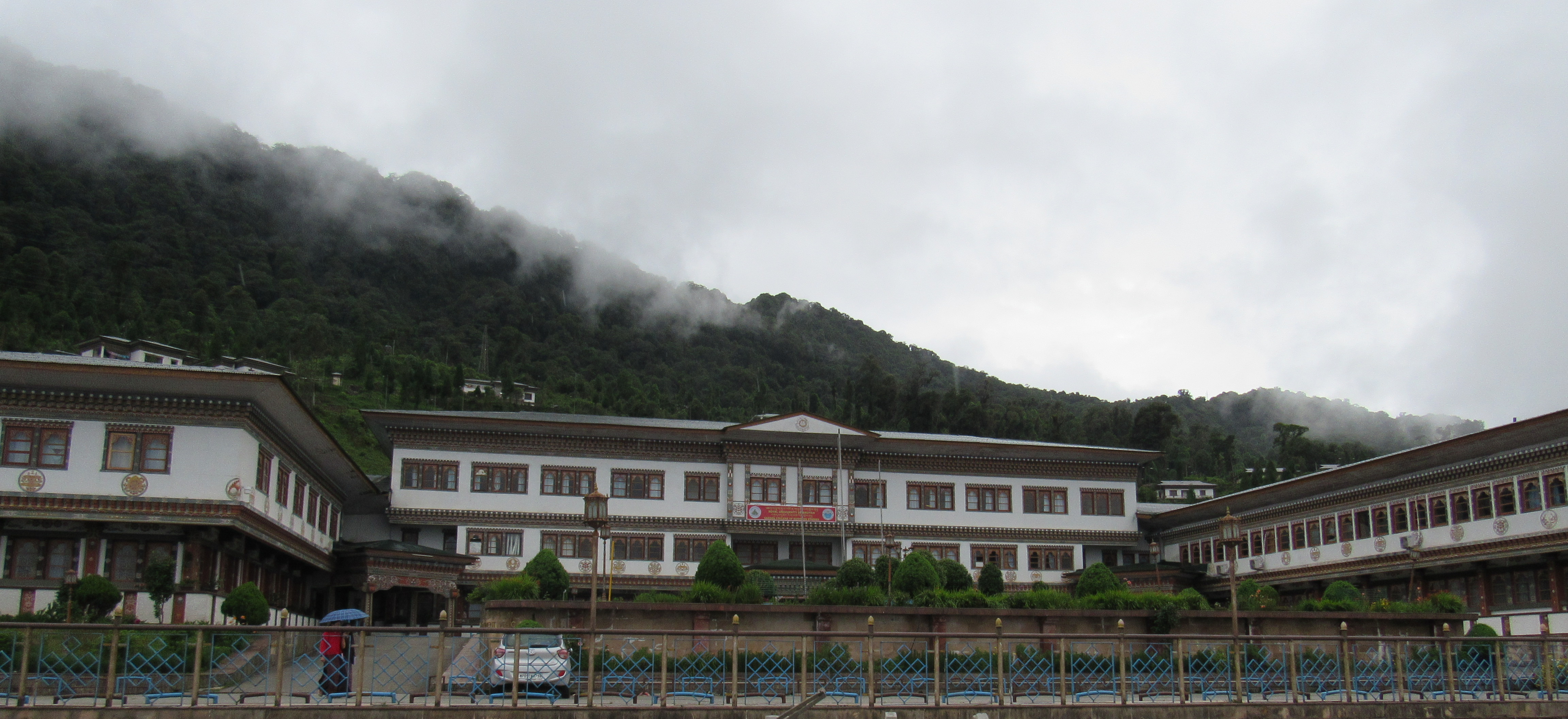
Bâtiment du Gedu College of Business Studies.

## Université royale du Bhoutan
L'Université royale du Bhoutan (RUB), créée le 2 juin 2003 pour dispenser un enseignement supérieur au Bhoutan, à Thimphou.
l'Université Khesar Gyalpo des sciences médicales du Bhoutan  (KGUMSB) a été créée le 2 juin 2003, c'est la première université médicale du Bhoutan à Thimphu.

## Collèges universitaires

### Collège des ressources naturelles (CNR)
Le Collège des ressources naturelles (CNR), un collège offrant des cours sur la gestion des ressources naturelles, qui comprennent agriculture, science animale, environnement et climat, science et technologie alimentaires, science forestière, agriculture biologique et développement durable situé à Lobesa, Punakha. Créée par le Ministère de l'agriculture et des forêts pour former des agents de vulgarisation. La formation était basée sur les systèmes agricoles bhoutanais. Les cultures, le bétail et les forêts font partie intégrante du système de subsistance rural au Bhoutan. La principale raison de la création de l'INTI était que l'Institut national de formation en agriculture situé à Paro, l'Institut royal vétérinaire de Serbithang et l'Institut forestier du Bhoutan à Taba ont été regroupés sous un même toit nommé Institut de formation aux ressources naturelles (INTI) à Lobesa. avec le soutien financier de la Société suisse de développement (SDC), d'Helvetas et du gouvernement royal du Bhoutan.

### Collège des sciences et technologies (CST)
Le Collège des sciences et technologies (CST), un collège d'ingénierie  qui offre des études de premier cycle ainsi que des études supérieures. Le collège offre un baccalauréat en génie civil , génie électrique , électronique et communication Ingénierie , Ingénierie Technologies de l' information et de l' architecture , ainsi qu'une maîtrise en génie dans les énergies renouvelables . À partir de 2011, c'était la seule institution offrant une formation de premier cycle en ingénierie au Bhoutan .

### Gedu College of Business Studies
Le Gedu College of Business Studies, (GCBS) à Gedu, Chukha. C'est un collège gouvernemental autonome relevant de l' Université royale du Bhoutan , qui propose une formation à temps plein sur les affaires et la gestion contemporaines au Bhoutan. Il est situé dans la ville de Gedu, une ville du Bhoutan située dans le district de Chukha.
En 2012, le collège a commencé à offrir un programme de maîtrise en études commerciales. Le collège est accrédité «A» par le Bhoutan Accreditation Council (BAC) en 2017.re (bilingue), en études bhoutanaises et himalayennes et en diplôme en langues et compétences en communication.

### Collège d'études linguistiques et culturelles du Campus de Tagse

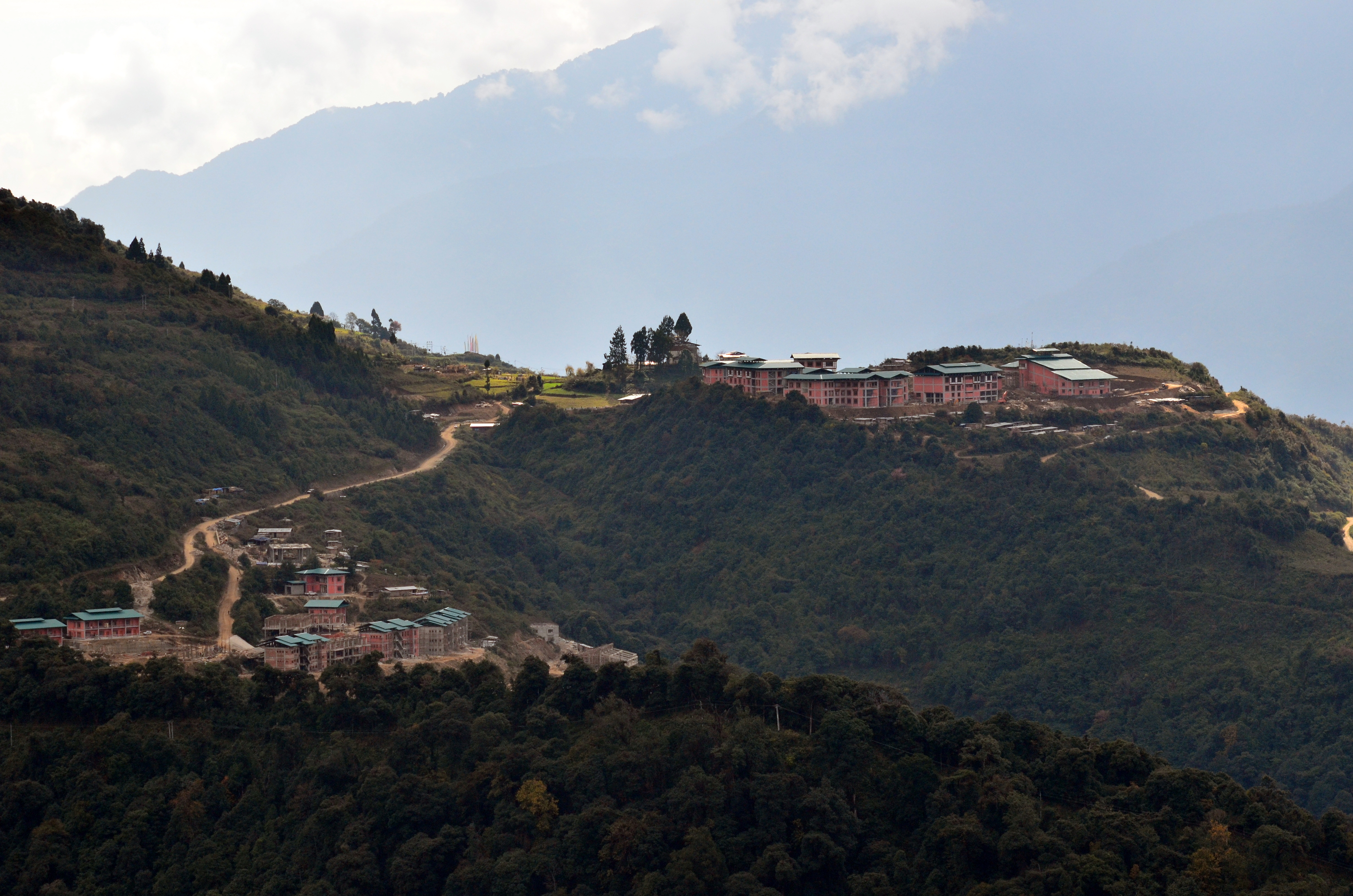
Collège d'études linguistiques et culturelles du Campus de Tagse

Le Collège d'études linguistiques et culturelles (CLCS) Taktse, Trongsa. Une des tâches principales du CLCS est de préserver et de promouvoir le dzongkha , la langue nationale du Bhoutan. la députée Lhaki Dolma est un exemple de réussite dans cette université. Le collège accueille également des étudiants internationaux dans le cadre du programme d'études à l'étranger. Il propose des cours à la fois au premier cycle et au niveau de la maîtrise. Le collège propose des programmes de BA en langue et littératu

### Samtse College of Éducation (SCE)
Le Samtse College of Éducation (SCE), un institut de formation des enseignants institué par le roi Jigme Dorji Wangchuck à Samtse. Il a été fondé en 1968 en tant qu'institut de formation des enseignants par le roi Jigme Dorji Wangchuk, troisième roi du Bhoutan. Il a été renommé en 1983 en Institut national de l'éducation et a été changé en Samtse College of Education en 2003 lorsqu'il est devenu une partie de l'Université royale du Bhoutan.

### Sherubtse College
Le "Sherubtse College" de Kanglung, Trashigang a été fondé en 1966 par un groupe de jésuites sous la direction du prêtre jésuite William J. Mackey, un pédagogue canadien, il est devenu une partie de la nouvelle université royale du Bhoutan en 2003, un système qui comprend toutes les écoles postsecondaires publiques du Bhoutan.

### Autres collèges
Le Jigme Namgyel Engineering College (JNEC), Un institut de premier plan d'ingénierie appliquée, de gestion et de technologie situé à Dewathang, Samdrup Jongkhar.
Le Paro College of Éducation (PCE) à Paro, est un centre de formation des enseignants pour les soins préscolaires.
Le Royal Thimphu College (RTC) à Ngabiphu, Thimphou (collège affilié).
Le Norbuling Rigter College, Paro (collège affilié).
Le Collège de technologie de l'information, qui prépare à un baccalauréat ès sciences en technologie de l'information , (abrégé BSIT ou B.Sc IT ), basé à Gyalpozhing, Mongar.